# Устье-Вологодское
Устье-Вологодское — посёлок в Вологодском районе Вологодской области.
Входит в состав Подлесного сельского поселения, с точки зрения административно-территориального деления — в Подлесный сельсовет.
Расстояние по автодороге до районного центра Вологды — 42 км, до центра муниципального образования Огарково — 39 км. Ближайший населённый пункт — Маега.
По данным переписи в 2002 году постоянного населения не было.